# Focicchia
Focicchia es una comuna y población de Francia, en la región de Córcega, departamento de Alta Córcega.
Su población en el censo de 1999 era de 30 habitantes.

## Demografía
| 31 | 54 | 48 | 34 | 22 | 30 |
| Para los censos de 1962 a 1999 la población legal corresponde a la población sin duplicidades (Fuente: INSEE [Consultar]) |    |    |    |    |    |